# Nils Rovira-Muñoz

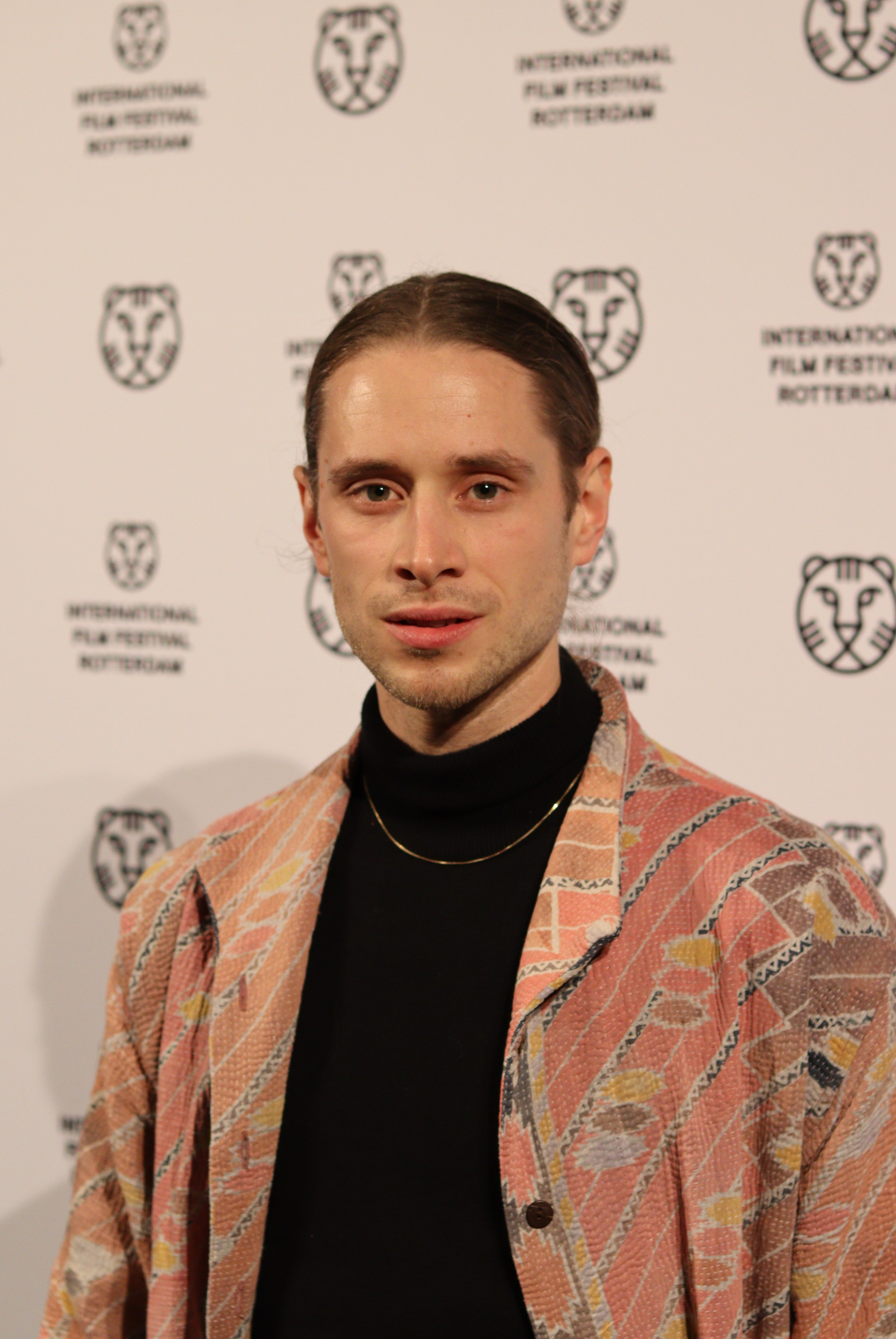
Nils Rovira-Muñoz (2023)

Nils Rovira-Muñoz (* 1991 in Nürnberg) ist ein deutsch-ecuadorianischer Schauspieler.

## Leben
Nils Rovira-Muñoz wuchs in Nürnberg, teilweise in Guayaquil und später in Bremen auf. Als Jugendlicher machte er seine ersten Bühnenerfahrungen bei Auftritten am Musicaltheater Bremen und in der Schwankhalle. Nach seinem Abitur, das er 2009 am Kippenberg-Gymnasium in Bremen-Schwachhausen ablegte, erhielt er ohne vorherige Schauspielausbildung seine erste Fernsehrolle als Lukas in der ZDF-Serie Herzflimmern – Die Klinik am See (2011). Außerdem spielte er als Sohn eines entführten Firmeninhabers an der Seite von Tanja Wedhorn und Vincent Krüger eine der Episodenrollen in der 9. Staffel der ZDF-Serie SOKO Wismar (2012).
Von 2011 bis 2015 absolvierte er sein Schauspielstudium an der Hochschule für Schauspielkunst „Ernst Busch“ in Berlin. 2013 nahm er am 6. Osterfestival der Kunsthochschulen am Maxim Gorki Theater in Berlin mit dem Stück Berlin Alexanderplatz von Alfred Döblin (Regie: Angelika Waller) teil. Während seiner Ausbildung trat er am Berliner Arbeiter-Theater (bat), u. a. als Alt in Krankheit der Jugend und in der Spielzeit 204/15 am Deutschen Theater Berlin auf. Die Philoktet-Inszenierung (nach Heiner Müller) am bat erhielt eine Einladung zum Theatertreffen Deutschsprachiger Schauspielstudierender 2014 in München.
Nach seinem Studium war er ab der Spielzeit 2015/16 bis Sommer 2017 für zwei Spielzeiten am Volkstheater Wien engagiert. Dort spielte er u. a. den Romeo (Regie: Philipp Preuss) und arbeitete mit Regisseuren wie Anna Badora, Sarantos Zervoulakos, Sebastian Schug, Lukas Holzhausen und Simon Dworaczek.
Weitere Theaterengagements hatte er in der Wiener Off-Szene am Theater Drachengasse (2017), am Theaterhaus Jena (2018) und am Theater Basel (2018), wo er als Albanact in King Arthur (Regie: Stephan Kimmig) zu sehen war. Mit der chilenischen Tanzkompanie „José Vidal y Cía“ unternahm er außerdem internationale Gastspielreisen.
Seit der Spielzeit 2019/20 ist er festes Ensemblemitglied am Schauspiel Hannover.
Neben seiner Theaterarbeit stand Nils Rovira-Muñoz weiterhin für Film- und Fernsehproduktionen vor der Kamera. Sein Kino-Debüt hatte er an der Seite von Katja Riemann in dem Filmdrama Goliath96 (2018), in dem er einen jungen Mann verkörperte, dem alles zu viel wird und der sich von allen, sogar von seiner Mutter, abschottet.
Er hatte außerdem Serienrollen in den TV-Serien Die Kanzlei (2019, als Musiker Andreas Laas), Notruf Hafenkante (2019, als Chemiestudent, der Drogen herstellt) und Die Pfefferkörner (2019). Außerdem gehörte er in der Rolle des geflohenen Siedlungsbewohners Klaus Becker alias Pedro Alberto Ramírez Soto zur Stammbesetzung der deutsch-chilenischen Thriller-Serie Dignity über die christliche Sekte Colonia Dignidad.
Im Februar 2021 war Rovira-Muñoz Teil der Initiative #ActOut im SZ-Magazin, zusammen mit 184 anderen lesbischen, schwulen, bisexuellen, queeren, intergeschlechtlichen und transgender Personen aus dem Bereich der darstellenden Künste.
Nils Rovira-Muñoz lebt nach Stationen in München, Berlin und Wien nunmehr aktuell (Stand: März 2020) in Hannover.

## Filmografie (Auswahl)
- 2011: Herzflimmern – Die Klinik am See (Fernsehserie)
- 2012: SOKO Wismar: Ohne Abschied (Fernsehserie, eine Folge)
- 2014: SOKO 5113: Alles wird gut (Fernsehserie, eine Folge)
- 2018: Goliath96 (Kinofilm)
- 2019: Die Kanzlei: Schattenspiele (Fernsehserie, eine Folge)
- 2019: Notruf Hafenkante: Neben der Spur (Fernsehserie, eine Folge)
- 2019: Die Pfefferkörner: Escaperoom (Fernsehserie, eine Folge)
- 2019–2020: Dignity (Fernsehserie)
- 2023: Letzter Abend